# 豊田市立山之手小学校
豊田市立山之手小学校（とよたしりつやまのてしょうがっこう）は愛知県豊田市にある公立小学校である。

## 概要
- 全校児童は783名(2018年4月6日現在)、少人数学級制（5クラス）を行っている学年以外は4クラス制。特別支援学級も設置されている。
- この学校の校歌は豊田市の春夏秋冬を歌っている。
- 校訓は、真剣さ・たくましさ・やさしさ

## 沿革
- 1953年 - 豊田市立前山小学校の分校として開設される。
- 1958年 - 豊田市立山之手小学校となる。

## 学校の特色ある活動
ハートフル活動「心の伝言板」 :「山之手小を思いやりでいっぱいにしよう」として、児童保健委員会を中心に行われており、ハートの形をしたカード（ありがとう、すごいね、がんばったよ、ごめんね等の種類がある）を記入して自分の気持ちを相手に伝えるという内容の活動である。

## 卒業後の進路
公立中学校に進学する生徒の進学先は豊田市立豊南中学校と豊田市立竜神中学校のいずれかになる。